# FBK Rapax
FBK Rapax var en fotbollsklubb från Malmö. Klubben grundades 26 maj 1933 som FBK Rapid,från 1935 hette klubben FBK Rapax. 1938 gick Södervärns IK upp i FBK Rapax. Inför säsongen 1996 slogs föreningen ihop med FBK Malmö och bildade då FBK Malmö/Rapax.